# ФК „Аксаково“
ФК „Аксаково“ е български футболен отбор от едноименния град Аксаково. Състезава се в Североизточна Трета лига. Цветовете на отбора са синьо и бяло с елементи на жълто.

## История
Аматьорският футбол се появява в Аксаково през 1948 година.
Преди началото на сезон 1997/98 „Автотрейд“ (Аксаково) се обединява с „Порт 93“ (Варна) от Североизточната „В“ РФГ. Новия отбор се казва „Порт-Автотрейд“ (Варна) и продължава да играе в „Б“ РФГ. Отборът се отказва от участие след XXV кръг.
През сезон 2014/15 отборът завършва на последно място в „А“ окръжна областна група.
През сезон 2015/16 се сформира нов отбор на мястото на този, състезавал се през сезон 2014/2015. Отборът използва предимно млади играчи, състезавали се в елитната юношеска група през миналия сезон. В края на сезон 2015 – 2016 отборът завършва на 7 позиция в окръжната група на Варна от 12 отбора.
През ноември 2022 г. стадионът на отбора e преустроен в модерен мини тренировъчен комплекс. През 2023 г. мениджъри на отбора стават Калоян Михалев и Николай Георгиев, които идват заедно с някои играчи от Септември Тервел и на 24 април 2024 г. те си осигуриха първото място в лигата. На 5 юни 2024 г. е официално обявено, че Аксаково се присъединява към Североизточна Трета лига. 

## Състав 2024/2025
Към 15 Януари 2025 г.